# Sunčeva fotonaponska elektrana Sarnia
Sunčeva fotonaponska elektrana Sarnia je trenutno peta po veličini sunčeva fotonaponska elektrana u svijetu, s instaliranom snagom od 80 MW izmjenične električne energije (97 MW istosmjerne električne energije), te godišnjom proizvodnjom 120 000 MWh električne energije. U njoj je ugrađeno 1,3 milijuna fotonaponskih ploča, koje teže više od 15,6 milijuna kilograma. U to nije uračunato tisuće tona čelika u obliku postolja, nagiba i drugog. Prvih 20 MW Sarnie bilo je gotovo u listopadu 2009., dok je druga faza elektrane završena u rujnu 2010 (60 MW). Godišnja proizvodnja ove elektrane štedi oko 39 000 tona ugljikovog dioksida, koji bi se inače ispustio u Zemljinu atmosferu i pridonio globalnom zatopljenju. Kanadska pokrajina Ontario plaća 0,433 kanadskih dolara po kWh proizvedene električne struje iz sunčeve energije, što je i bio jedan od glavnih razloga gradnje te fotonaponske elektrane.
Sunčeva fotonaponska elektrana Sarnia se proteže na 380 hektara zemljišta, dok same fotonaponske ploče pokrivaju 96,6 hektara. Što se tiče vremenskih prilika, najučestaliji vjetrovi dolaze s jugozapada i zapada, tako da na ovom području nema previše kiša. U slučaju da zasniježi, ploče se zagriju i snijeg samo otpadne.